# 확장성 프로비저닝 프로토콜
확장성 프로비저닝 프로토콜(Extensible Provisioning Protocol, EPP)은 인터넷 레지스트리에서 도메인 관련 정보를 다루기 위해 설계된 프로토콜이다.

## 개요
EPP는 도메인 네임 레지스트리와 도메인 네임 등록 대행자 간의 통신을 유연하고 견고하게 제공하려는 목적으로 만들어졌다. EPP가 제공하는 일련의 트랜잭션들은 도메인 이름이 등록되거나 갱신될 때마다 사용되며, 그렇게 함으로써 도메인 하이재킹 역시 방지해준다. EPP가 만들어지기 전에는, 인터넷 레지스트리들은 공통된 표준 없이 서로 다른 독자적인 인터페이스를 사용하였다. EPP는 기본적으로 도메인 이름 정보를 다루기 위한 목적으로 만들어졌지만, 명령/실행 형태의 시스템이라면 어떤 시스템에서도 쓰일 수 있다.
EPP는 구조화된 텍스트 형식인 XML에 기반을 둔다. 하부 네트워크 전송 계층은 정해져 있지 않으나, 현재는 TCP만이 쓰이고 있다. 하지만 BEEP, SMTP 또는 SOAP와 같은 다른 전송 계층 프로토콜과도 쓰일 수 있도록 유연하게 설계되었다.
첫 번째 초안은 IETF 개인 제출 인터넷 초안 문서로서 Verisign의 Scott Hollenbeck이 2000년 11월에 제출하였다.
- Extensible Provisioning Protocol
- Extensible Provisioning Protocol Contact Mapping
- Extensible Provisioning Protocol Domain Name Mapping
- Extensible Provisioning Protocol Host Mapping
- Extensible Provisioning Protocol Transport Over TCP

이 문서들은 2000년 12월 IETF-49에서 BoF 세션이후 만들어진 IETF Provisioning Registry(provreg) 워킹 그룹에 채택되었다. 2004년 3월 RFC Editor는 Proposed Standard 문서(RFCs 3730 - 3734)로 공표하였다. 다시 2007년 5월 Draft Standard 문서(RFCs 4930 - 4934)로 공표하였고, 2009년 8월 IETF는 EPP를 완전한 표준으로 인정하였다. STD 69.

## 채택
이 프로토콜은 다음과 같은 다수의 인터넷 레지스트리에 의해 채택되었다: .ke, .ac, .aero, .ag, .asia, .at, .au, .be, .biz, .br, .bz, .ca, .cat, .cc, .ch, .cl, .cn, .co, .cz, .com, .coop, .cx, .cz, .es (over HTTPS), .eu, .fm, .fr, .gr (over HTTPS), .gs, .hn, .ht, .im, .in, .info, .io, .it (over HTTPS), .jobs, .ki, .kz, .la, .lc, .li, .lt, .lu, .me, .mn, .mobi, .ms, .mu, .mx, .na, .name, .net, .nf, .ng, .nl, .no, .nu, .nz (테스트 진행 중), .org, .pl (over HTTPS), .pro, .pt, .ru, .sc, .se, .sh, .si, .su, .tel, .tl, .tm, .travel, .tv, .tw, .uk, .us, .ir, .vc, .ve, .za 그리고 +31, +41, +43, +44, +48 국가 코드를 운영하는 ENUM 레지스트리.
도메인 네임 등록 대행자간 일반 최상위 도메인 이전에는 EPP authInfo "codes" 또는 "keys"가 필요하다. (.com, .net, .org, .biz, .info)
.com과 .net 도메인은 2006년 4분기부터 EPP key만 요구하고 있다.

## 같이 보기
- 후이즈
- ICANN
- 국제화 도메인 네임

## 참고 자료

### 관련 RFC
- RFC 3375 - Generic Registry-Registrar Protocol Requirements
- RFC 3735 - Guidelines for Extending EPP
- RFC 3915 - Domain Registry Grace Period Mapping (eg AGP, RGP)
- RFC 4114 - Using EPP for ENUM 주소
- RFC 5910 - Domain Name System (DNS) Security Extensions Mapping for the Extensible Provisioning Protocol (EPP) (obsoletes RFC 4310, DNSSEC)
- RFC 5730 - Extensible Provisioning Protocol (EPP) (obsoletes RFC 4930, which obsoleted RFC 3730)
- RFC 5731 - Extensible Provisioning Protocol (EPP) Domain Name Mapping (obsoletes RFC 4931)
- RFC 5732 - Extensible Provisioning Protocol (EPP) Host Mapping (obsoletes RFC 4932)
- RFC 5733 - Extensible Provisioning Protocol (EPP) Contact Mapping (obsoletes RFC 4933)
- RFC 5734 - Extensible Provisioning Protocol (EPP) Transport over TCP (obsoletes RFC 4934)

### 채택
- IETF RFCs 4930-4934 구현 보고서.  (EPP를 구현한 최상위 도메인 레지스트리 목록을 포함함.)